# Saltos ornamentais nos Jogos Pan-Americanos de 2015 - Plataforma de 10 m sincronizado masculino
A competição do plataforma de 10 m sincronizado masculino é um dos eventos dos saltos ornamentais nos Jogos Pan-Americanos de 2015, em Toronto. Foi disputada no  Centro Aquático CIBC Pan e Parapan-Americano nos dias 13 de julho. 

## Calendário
Horário local (UTC-5).
| Data        | Horário | Fase   |
| ----------- | ------- | ------ |
| 13 de julho | 19:45   | Finais |

## Medalhistas
| Ouro   | CUB Jeinkler Aguirre Jose Antonio Guerra |
| Prata  | CAN Vincent Riendeau Philippe Gagné      |
| Bronze | COL Víctor Ortega Juan Guillermo Rios    |

## Resultados

### Finais
| Pos.              | Saltodor                             | Nacionalidade      | Pontos |
| ----------------- | ------------------------------------ | ------------------ | ------ |
| Medalha de ouro   | Jeinkler Aguirre José Antonio Guerra | CUB Cuba           | 439.14 |
| Medalha de prata  | Vincent Riendeau Philippe Gagné      | CAN Canadá         | 404.34 |
| Medalha de bronze | Víctor Ortega Juan Guillermo Rios    | COL Colômbia       | 403.23 |
| 4                 | Ivan Garcia Jose Ruvalcaba           | MEX México         | 381.18 |
| 5                 | Zachary Cooper Ryan Hawkins          | USA Estados Unidos | 348.39 |